# 生活情報番組
生活情報番組（せいかつじょうほうばんぐみ）とは、健康・ファッションなどの生活に関する内容を主とした情報番組である。
なお、『きょうの料理』等の「料理番組」はその項を参照のこと。テレビショッピング・ラジオショッピング番組も、その出自から生活情報番組に分類されている。
テレビでは度々やらせを起こしている。報道部門に比べて事実を軽く扱いがちな制作部門が制作していること、下請けの制作会社の制作体制が脆弱なことなどが原因に挙げられている。2007年に発覚した関西テレビ『発掘!あるある大事典』の納豆ダイエットに関する捏造事件は社会問題に発展した。

## 主な番組
2023年1月現在

### ラジオ
特にAMラジオ局では生活情報番組を中心とした総合編成になっており、日中の番組の大半が生活情報番組である。
テレビと違い、身近な生活情報（天気・交通情報・年中行事・時事問題・日常生活や仕事にまつわる話題など）を交えたフリートークや、パーソナリティとリスナーとの双方向コミュニケーション（テーマに沿った投稿の紹介・リスナーの電話出演・プレゼントつきクイズ・楽曲リクエスト・屋外中継など）を重視した番組が多いのが特徴である。

### テレビ

#### 帯番組
- あさイチ（NHK総合）【全国ネット】
- テレビ体操（NHK教育）【全国ネット】
- ラヴィット!（TBSテレビ）【全国ネット】
- ノンストップ!（フジテレビ）【全国ネット（一部地域を除く）】
- きょうの健康（NHK教育）【全国ネット】
- ヒルナンデス!（日本テレビ）【全国ネット】
- ごきげんライフスタイル よ〜いドン!（関西テレビ）【ローカル番組（一部コーナーは他局でも放送）】
- なないろ日和!（テレビ東京）【ローカル番組（一部時間帯のみBSテレビ東京でもサイマル放送）】
- よじごじDays（テレビ東京）【ローカル番組】
- 石川さん情報Live リフレッシュ（石川テレビ）【ローカル番組】
- MiMiよりマーケット（仙台放送）【ローカル番組】

##### 過去の主な帯番組
- レディス4→L4 YOU!（後に【関東ローカル】に変更）（テレビ東京）
- DON!（日本テレビ）
- Hana*テレビ（北海道放送・ローカル番組）
- おしゃれ工房（NHK教育）【全国ネット】
- 美味しんぼ倶楽部（フジテレビ）
- 生島ヒロシのおいしいフライパン（フジテレビ）
- 生島ヒロシのもっと・自由な生活（フジテレビ）
- 奥さまお手をどうぞ!（フジテレビ）
- ハピふる!（フジテレビ）
- 3時ヨこい!（フジテレビ）
- 素敵なあなた（TBS）
- わいわいティータイム（TBS）
- 情報!もぎたてサラダ（TBS）
- 峰竜太のホンの昼メシ前（日本テレビ）
- 午後は○○おもいッきりテレビ（日本テレビ）
- おもいッきりイイ!!テレビ（日本テレビ）
- スーパー知恵MON（TBS）
- ジャスト（TBS）
- 2時ピタッ!（TBS）
- 2時っチャオ!（TBS）
- ベストタイム（TBS）
- 2時ドキッ!（関西テレビほか）
- 2時ワクッ!（関西テレビほか）
- いま得!（テレビ朝日）
- 体操の時間。（フジテレビ）
- ひるネタ!おとなの教室→おとなの教室（中部日本放送）
- 生活ほっとモーニング（NHK総合）
- スパイスTV どーも☆キニナル!（フジテレビ）
- おもいッきりDON!（日本テレビ）
- はなまるマーケット（TBS→TBSテレビ）
- いっぷく!（TBSテレビ）
- ごごネタ!（CBCテレビ）
- ジュニ体操（仙台放送）
- ポップUP!（フジテレビ）

#### 箱番組
- 暮らしキレイチャンネル（テレビ東京）
- 石川サンバ（石川テレビ・ローカル番組）

#### 週末
- 所さんの目がテン!（日本テレビ）
- 王様のブランチ（TBS→TBSテレビ）
- チョイス@病気になったとき（NHK教育）【全国ネット】

##### 過去の主な番組
- からだ元気科（日本テレビ）
- 暮らしカルマガジン みかさつかさ（毎日放送ほか）
- ふしぎのトビラ（東北放送、月一放送）

#### 夜
- 主治医が見つかる診療所（テレビ東京、2021年10月より不定期特番に移行）
- あしたが変わるトリセツショー（NHK総合）

##### 過去の主な番組
- 伊東家の食卓（日本テレビ）
- 回復!スパスパ人間学（TBS）
- ぴーかんバディ!（TBS）
- 人間!これでいいのだ（TBS）
- 激安バラエティー（TBS）
- 発掘!あるある大事典（関西テレビ）
- 時短生活ガイドSHOW（TBSテレビ）
- ためしてガッテン → ガッテン!（NHK総合）
- 名医とつながる!たけしの家庭の医学（朝日放送テレビ制作、テレビ朝日系列）